# Jean-François Achilli
Pour les articles homonymes, voir Achilli.
Jean-François Achilli, né le 24 septembre 1962 à Avignon (Vaucluse) , est un journaliste politique français.

## Biographie

### Formation et débuts professionnels
Jean-François Achilli est diplômé de l’École supérieure de journalisme de Paris en 1989.
La même année, il commence sa carrière en Corse au sein de Radio France, sur l’antenne de Radio Corse Frequenza Mora, à Bastia, puis intègre l'antenne locale de Radio France.

### Radio et télévision
Jean-François Achilli arrive en 1998 à France Inter, et au service politique de la radio deux ans plus tard, dont il devient chef en 2006. Il publie Sarkozy, carnets de campagne (la Firme), chez Robert Laffont.
En 2012, il intègre le groupe NextRadioTV (RMC) au poste de directeur de la rédaction de RMC et en tant qu'éditorialiste du groupe, sur RMC et BFM TV. Il assure l’intérim de l'émission dominicale BFM Politique, après le départ d'Olivier Mazerolle. 
En avril 2013, il négocie par l'entremise de la communicante de l'ancien ministre, Anne Hommel, une interview de Jérôme Cahuzac sur BFMTV, interview qualifiée de « complaisante » après le déni d'évasion fiscale de ce dernier, et sans en informer Jean-Jacques Bourdin, qui obtient alors son départ.
Il est engagé à France Info en septembre 2013, en tant qu’interviewer et chroniqueur politique, et anime dans un même temps Place aux Idées, une émission de débats sur LCP, puis Générations d’idées sur Public Sénat jusqu’en mai 2016.
En septembre 2016, il sort les ultimes mémoires de Charles Pasqua, Le Serment de Bastia, chez Fayard. En 2017, il est éditorialiste politique sur les chaînes radio et télévision de France Info, le temps de l'élection présidentielle de 2017. Il collabore également au magazine mensuel IN Corsica.
De septembre 2018 à avril 2024, il est chaque soir de la semaine animateur de l'émission Les Informés, diffusée entre 20 h et 21 h simultanément sur les antennes radio et télévision de France Info. Statistiques à l'appui, Acrimed dénonce le « déficit de pluralisme » et la « communication en huis-clos » de l'émission.
Depuis le milieu des années 2010, il collabore fréquemment avec une agence de communication de media training de chefs d'entreprise et pratique régulièrement le mélange des genres entre journalisme et communication, ce qui peut être source de conflits d'intérêts.
En 2024, Le Monde révèle qu'il a aidé le patron du Rassemblement national, Jordan Bardella, à rédiger son « autobiographie »,, et ce, sans en informer son employeur, Radio France, qui le suspend immédiatement d’antenne « à titre conservatoire »,.  Tout en démentant une « connivence » ou un quelconque « conflit d’intérêt » ,, il reconnaît les faits devant la direction de Radio France, qui le licencie le 29 avril 2024 pour « faute grave » et « manquements répétés aux obligations déontologiques »,. Jean-François Achilli annonce saisir les prud’hommes,. 
À la fin du mois d'août 2024, il rejoint la nouvelle émission de Éric Brunet sur BFM TV Liberté, égalité, Brunet ! comme chroniqueur ponctuel. Début septembre, il intègre le casting de Sud Radio.
En juillet 2025, Sud Radio annonce qu'il va succéder à Jean-Jacques Bourdin pour effectuer l'interview politique de la matinale à partir de la rentrée de septembre 2025.

## Vie privée
Il est le compagnon de l'essayiste Chloé Morin, ancienne conseillère des premiers ministres socialistes Jean-Marc Ayrault et Manuel Valls et ex-associée de l'ex-députée socialiste Marie Le Vern. Chloé Morin est invitée jusqu’en avril 2022 dans l'émission qu'il présente sur France Info, Les Informés.
Auparavant, il a été en couple avec Anne Hommel, ex-compagne du député socialiste Christophe Borgel et communicante proche du Parti socialiste, conseillant notamment Dominique Strauss-Kahn et Jérôme Cahuzac, au moment où il a interviewé ce dernier (cf. supra).

## Publications de Jean-François Achilli
- Sarkozy, carnets de campagne : la Firme Sarkozy, Paris, éditions Robert Laffont, 23 février 2006, 352 p. (ISBN 2-221-10589-3)
- Jusqu'ici tout va bien : Nicolas Sarkozy, chronique d'une partie de campagne, Paris, Ramsay, 24 janvier 2007, 479 p. (ISBN 978-2-84114-846-2 et 2-84114-846-7)
- Avec Jean-Christophe Lagarde, Les Hypocrisies françaises : entretiens avec Jean-François Achilli, Paris, Le Cherche midi, 24 avril 2008, 383 p. (ISBN 978-2-7491-1197-1 et 2-7491-1197-8)
- Avec Matthias Fekl et Wladimir d'Ormesson, 2027 : deux jeunes élus confrontent leur vision de la France, Paris, éditions du Moment, 28 octobre 2010, 190 p. (ISBN 978-2-35417-087-5)
- Avec Charles Pasqua, Le Serment de Bastia, Fayard, 26 septembre 2016.